# Расширитель DOS
Расширитель DOS (также англ. DOS extender) — технология, позволяющая программам для операционных систем семейства DOS работать в защищённом режиме процессора. Существуют 16- и 32-битные расширители DOS: 16-битные расширители предназначены для работы на процессорах Intel 80286 и выше, 32-битные — Intel 80386 и выше.
Работа в защищённом режиме нужна была в первую очередь для преодоления ограничения адресации в реальном режиме (программа, выполняющаяся в реальном режиме процессора под управлением DOS, может адресовать только 1 Мб), не прибегая к приёмам вроде переключения банков памяти.
32-битные расширители также позволили DOS-программам выполняться в 32-битном режиме, который во многих случаях более эффективен по производительности, чем 16-битный.
Расширители DOS включают инструментальные средства для разработки приложений, часто поставлявшиеся с компиляторами, а также выполнимый код либо в виде отдельного файла (выполнимого или подгружаемого) или группы файлов, либо встраиваемый в файл продукта. Многие компиляторы имели специальные параметры и библиотеки для генерации кода под конкретный расширитель DOS.
Расширитель DOS предоставляет прикладной программе различные сервисы по управлению памятью и прочими ресурсами через программные прерывания.
Всем расширителям DOS приходится вызывать DOS API для доступа к диску, сети и т. д. На Intel 80386 это стало осуществлять легче, поскольку DOS можно оставить выполняться внутри задачи виртуального 8086 режима, к которой может обращаться 16- или 32-битный код. Однако на Intel 80286 вызывать DOS было существенно сложнее, потому что у 286 была только инструкция для переключения из реального в защищённый режим, а обратно не было. Для обхода этого ограничения применялись сброс процессора через контроллер клавиатуры или недокументированная инструкция LOADALL (англ. LOADALL), или функция BIOS, которая сама использовала один из этих методов.
Изначально расширители DOS сами выполняли переключение в защищённый режим и управляли расширенной памятью. Позднее, когда в практику вошло использование специальных менеджеров защищённой памяти, таких как CEMM (англ. CEMM) или QEMM (англ. QEMM) на 80386, стало необходимым создать возможность для будущих программ входить и в защищённый режим, был разработан VCPI (англ. VCPI), который предоставлялся этими менеджерами. Однако это плохо состыко́вывалось с многозадачными ОС и не поддерживалось Microsoft, чья альтернатива, интерфейс DPMI, стала более распространённой.
Наибольшего успеха добился расширитель DOS/4G (поставлявшийся с компилятором Watcom как DOS/4GW), не в последнюю очередь благодаря игре Doom, написанной под него.
Свой расширитель DOS присутствует и в Microsoft Windows, начиная с версии 3.0 (кроме реального режима в 3.0).
Среди остальных расширителей можно отметить:
- Phar Lap 386/DOS-Extender
- Quarterdeck DESQview и DESQview /X, обеспечивающий многозадачную и многооконную работу обычных программ DOS;
- 16- и 32-битные расширители DOS фирмы Borland, поставлявшиеся с компиляторами C++ и Паскаля
- GO32 (используется в GCC и Free Pascal)
- WDOSX  (эмулирует подмножество Win32 и позволяет некоторым консольным программам выполняться под DOS)
- HX DOS Extender  — эмулирует Win32 и позволяет некоторым консольным и OpenGL-программам выполняться
- CWSDPMI Используется в программах DOS, созданных с помощью DJGPP, является заменой GO32
- DOS/32 Advanced DOS Extender — наиболее современный расширитель DOS, свободно используемый и с открытым исходным текстом.

Существует также проект создания операционной системы FreeDOS-32, которая будет напрямую выполнять системные вызовы 32-битных программ.